# Jean Vautrin
Jean Vautrin (pseudonym for Jean Herman,født 17. maj 1933 i Pagny-sur-Moselle - død 16. juni 2015) er en fransk forfatter, der i 1989 fik Goncourtprisen for romanen Un grand pas vers le Bon Dieu.